# Mellah
Eine Mellah (arabisch ملاح, DMG mallāḥ) ist das traditionelle jüdische Viertel in marokkanischen Städten; es liegt stets in der Nähe der arabischen Altstadt, der Medina. In Tunesien und Libyen wird der Stadtteil für die (einheimische) jüdische Bevölkerung (tunesisch Twansa) als (arabisch) Hara bezeichnet. Die aus Livorno stammenden Grana lebten außerhalb der Hara (Plural Harāt (Stadtviertel)).

## Etymologie
Die Etymologie der Ortsbezeichnung mellah ist unklar; die dem Begriff zugrunde liegende Wurzel ist m-l-ḥ (arabisch مَلَحَ, DMG malaḥa ‚salzig sein/werden‘ oder alternativ vokalisiert: مَلُحَ, DMG maluḥa ‚schön, hübsch, elegant sein‘), das Genus hingegen maskulin. Eine Vermutung ist, dass an der Stelle der Mellah von Fès ursprünglich Salzsümpfe waren. Später wurde damit metonymisch ein Ort bezeichnet, wo gesalzene Produkte aufbewahrt werden; zudem kam die Volksetymologie als „versalzener, verfluchter Ort“ in Umlauf. Darüber hinaus war eine Legende in Umlauf, der zufolge die Juden das Recht hätten, die Köpfe der Hingerichteten zum Zweck der Konservierung und späteren öffentlichen Präsentation einzusalzen.

## Geschichte

### Mellah von Fès
Die älteste Mellah ist die von Fès, die im Jahr 1438 von Abdalhaqq II., dem letzten Sultan der Meriniden, eingerichtet wurde. Ein Jahr zuvor war aus einem vermutlich geplanten Zufall das Grab mit dem angeblich unversehrten Leichnam von Idris II. (791–828) gefunden worden. Damit war die Absicht verbunden, den Kult um die Idrisiden und ihre scherifische Abstammung wiederaufleben zu lassen, was die geschichtliche Bedeutung und folglich das Ansehen des Merinidenherrschers stärken sollte. Die Bevölkerung reagierte begeistert und mit einer religiösen Erwartungshaltung. In dieser Atmosphäre verbreitete sich die Meldung, in den Moscheen von Fès sei Wein gefunden worden, was den Juden angelastet wurde. Daraufhin begannen großangelegte Pogrome gegen die Juden. Zu ihrem Schutz ließ der Sultan sie aus ihrem bisherigen Stadtviertel Kairouan in der Medina in die befestigte Neustadt Fès el Jedid bringen, wo auf einem salzigen (arabisch mellah) Gelände nahe dem Königspalast ihr neues Wohnviertel entstand, das Mellah genannt wurde.

### Mellahs in Marokko
Nach dieser Mellah wurden bald alle Harat al-Yahoud (arabisch حارة اليهود, DMG ḥāra(t) al-yahūd ‚Stadtviertel der Juden‘) in Marokko benannt. Der Historiker Georges Bensoussan schreibt: „Die Mellah war kein hermetisch geschlossenes Ghetto.“ Die Gründe für die Einrichtung von jüdischen Vierteln waren ähnlich wie die im mittelalterlichen Europa: Der Staat wollte die Wirtschaftskraft der jüdischen Bevölkerung für sich nützen und sie vor etwaigen Ausschreitungen durch die andersgläubige Mehrheitsbevölkerung und den Stämmen der Umgebung schützen. Deshalb wurde die Mellah häufig in der Nähe des königlichen Palastes oder der Kasbah des Gouverneurs errichtet. In der Mitte des 16. Jahrhunderts taucht die Bezeichnung auch in Marrakesch auf und 1682 in Meknès, als es kurzzeitig zur Hauptstadt wurde. 
Im Jahr 1807 wurden separate Viertel in allen Städten mit jüdischer Bevölkerung dekretiert. Durch Landflucht lebten 70 % der marokkanischen Juden um 1900 in den Städten. Nur die wohlhabendsten durften in der Kasbah wohnen. Anders als in den ebenfalls überwiegend armen muslimischen Vierteln, war die Mellah zunehmend überbevölkert. So berichtete Albert Benarroya 1912 für den Ort El-Kasar in Spanisch-Marokko von Häusern mit sechs fensterlosen Zimmern, bewohnt von etwa 45 Personen (7 Personen pro Zimmer), zusätzlich zu den häufig im gleichen Raum gehaltenen Hühnern. Bitten um Vergrößerung der Mellah oder um Erlaubnis, die Mellah verlassen und einen Wohnsitz außerhalb ihrer Mauern nehmen zu dürfen, wurden von den Autoritäten ignoriert. In Mogador lebten im Hungerjahr 1877 beispielsweise 12.000 Juden in der Mellah. Weitere Hungerjahre wegen Trockenheit waren 1867–1869, 1878–1884, 1891–1893 und 1896–1897.
Um 1888 hatten in Fès nur sechs jüdische Kaufleute dank konsularischem Schutz eines europäischen Staats einen Wohnsitz in einem der muslimischen Viertel. Vier Jahre später (1892) bewilligte der Sultan zwar die Verlegung der Mellah von Mogador, die Administration verschleppte jedoch das Vorhaben. Das Leben in der Mellah war von allgemeiner Armut, Analphabetismus und Prostitution geprägt. Der ärmste Teil der Mellah wurde als b'hira bezeichnet. Ihre Bewohner lebten zwischen Abfällen und Fäkalien unter menschenunwürdigen Bedingungen. Die Gesundheit der meisten Juden war durch Mangelernährung und oft auch Alkoholismus schlecht (Konsum von Mahia auch bei Frauen und Kindern), die Lebenserwartung war gering. Die Kinder kamen meist überarbeitet und müde in den Schulunterricht der französischen Hilfsorganisation Alliance Israélite Universelle, die versuchte, durch ihre Schulen, Suppenküchen und Kleiderverteilung an die Kinder die Lage zu verbessern.
Nach der Gründung des Staates Israel wanderten die meisten jüdischen Marokkaner dorthin aus, so dass diese Viertel heute überwiegend von Moslems bewohnt werden.